# Jurilinguistique
La jurilinguistique est une discipline spécialisée de la linguistique qui examine les signes et énoncés linguistiques que le droit emploie et produit.